# Metrichia madre
Metrichia madre är en nattsländeart som beskrevs av Oliver S. Flint Jr. och Bueno-soria 1998. Metrichia madre ingår i släktet Metrichia och familjen smånattsländor. Inga underarter finns listade i Catalogue of Life.